# Arte del Cambio

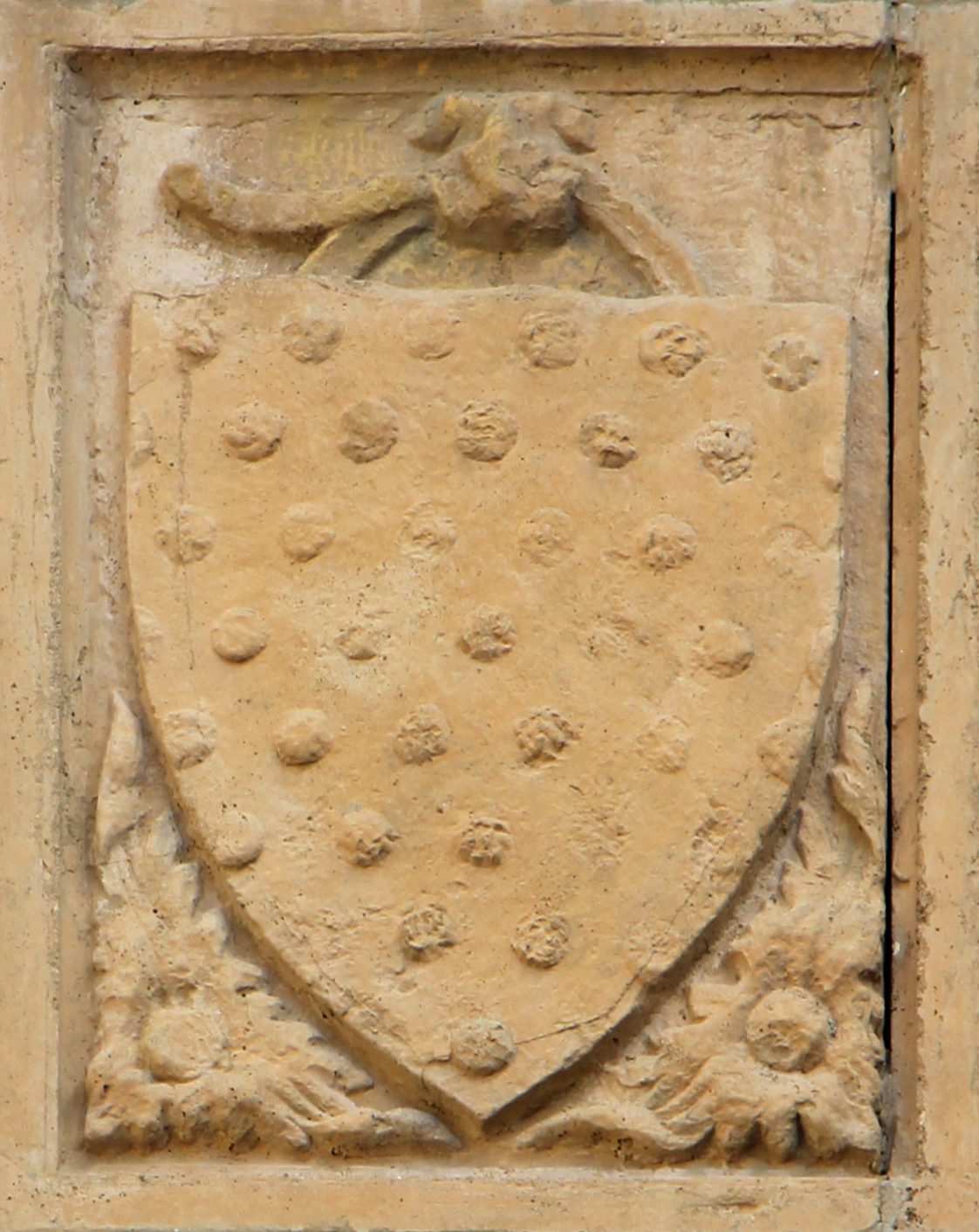
Armoiries de l'Arte del Cambio

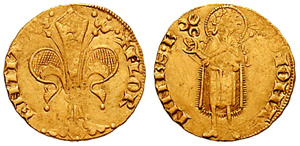
Le florin d'or - Avers et revers

L'Arte del Cambio est une corporation des arts et métiers de la ville de Florence, l'un des sept arts majeurs des Arti di Firenze qui y œuvraient avant et pendant la Renaissance italienne.

## Membres de la corporation
Ce sont les banquiers et les changeurs.

## Historique
La corporation naquit autour de 1202, distincte  de l'Arte di Calimala, en réunissant les cambistes, les commerçants de pierres et de métaux précieux et tous qui pratiquaient le dépôt ou le crédit local et étranger.
Les consuls de l'Arte se situaient, pour deux d'entre eux, dans  le district du Mercato Vecchio et du Mercato Nuovo et pour chacun des districts de l'Oltrarno et d'Orsanmichele, dans lequel se concentraient la plupart des boutiques des changeurs. La profession était subdivisée entre magistri, les véritables associés de la corporation, et lesdiscepoli, c'est-à-dire les apprentis pendant leur période de formation (qui pouvait durer de 5 à 10 ans) et les sensali, beaucoup plus nombreux dans les campagnes.
En 1352, l'Arte del Cambio eut son siège sur la Piazza della Signoria sous la Loggia des Pisani (démolie au XIXe siècle)  adjacente à cette de Calimala. Après des siècles de prestige et de richesse, la corporation subit des dommages énormes en 1530 à la suite du siège de Florence : la République confisqua ses biens pour pourvoir aux nécessités de la guerre et le peu qui resta servit à  financier la construction des Uffizi sur les ordres de  Cosme Ier de Toscane.
Comme toutes les autres corporations de la ville, elle fut supprimée en 1770 par un décret du Grand-duc Pierre-Léopold de Lorraine.
Ils ont imposé leur propre monnaie, le florin d'or, dès 1252, qui s'est répandue dans toute l'Europe ensuite.
Ceux-ci portaient la scarsella (en français, l'escarcelle), la bourse réservée à leurs échanges avec les marchands (un exemplaire est encore visible au musée du Bargelle et au  Museo del Tessuto de Prato).

## Saint  patron
- San Matteo représenté par la statue de Lorenzo Ghiberti dans l'une des niches (tabernacoli) de l'église d'Orsanmichele.

## Membres illustres
- Cosimo l'Ancien immatriculé en 1404.

## Sources
- (it) Cet article est partiellement ou en totalité issu de l’article de Wikipédia en italien intitulé « Arte del Cambio » (voir la liste des auteurs).